# Kallippos
Kallippos från Kyzikos var en grekisk astronom aktiv i Aten under 300-talet f.Kr.. Han var en av filosofen Dions från Syrakusa betrodda anhängare, vilket inte hindrade Kallippos från att under ett uppkommet missnöje, leda en sammansvärjning som lät mörda Dion.
Som astronom utvecklade han Eudoxos teorier om hur himlakropparna rör sig längs virtuella koncentriska sfärer, vilkas antal han utökade från 26-27 till 33-34. Han förbättrade också Metons cykel om 19 år till en fyra gånger så lång period. Bakom detta arbete låg noggranna mätningar av årstidernas längd, vilka han använde för att skapa sin 76-åriga s.k. kallippiska period – ett första försök att synkronisera årsuppfattningar till en användbar lunisolarkalender. Denna blev godtagen år 330 f.Kr. och därefter utnyttjad av senare tids astronomer.
Nedslagskratern Calippus på månen har sitt namn efter honom.